# Premi Fernando Lara
El Premi Fernando Lara de novel·la és concedit anualment per la Fundació José Manuel Lara (Sevilla) i l'Editorial Planeta a una novel·la inèdita en llengua castellana.
No es preveu la publicació de l'obra finalista, encara que de vegades és editada per la mateixa Planeta (en el cas de L'ombra del vent, de Carlos Ruiz Zafón, finalista el 2000, i Vestida de núvia, d'Antonio Hernández, finalista el 2003) o el servei de publicacions de la Fundació.
Creat el 1996, duu el nom del fill menor de José Manuel Lara Hernández, fundador de l'editorial, i que va ser conseller delegat del Grup Planeta fins a la seva defunció, en accident de trànsit, l'agost de 1995. La dotació de 2006 fou de 120.200 euros. Es lliura en maig de l'any respectiu.

## Guanyadors/es
| Any  | Novel·la ganadora                       | Autor                     | Ciutadania | Pàgines / ISBN                    |
| ---- | --------------------------------------- | ------------------------- | ---------- | --------------------------------- |
| 1996 | El amargo don de la belleza             | Terenci Moix              | Espanya    | 488 pag. / ISBN 84-08-01899-X     |
| 1997 | La forja de un ladrón                   | Francisco Umbral          | Espanya    | 256 pag. / ISBN 84-08-02214-8     |
| 1998 | Señorita                                | Juan Eslava Galán         | Espanya    | 448 pag. / ISBN 84-08-02823-5     |
| 1999 | La sonrisa de la Gioconda               | Lluís Racionero i Grau    | Espanya    | 304 pag. / ISBN 84-08-03322-0     |
| 2000 | Un largo silencio                       | Ángeles Caso              | Espanya    | 216 pag. / ISBN 84-08-03640-8     |
| 2001 | Clara y la penumbra                     | José Carlos Somoza Ortega | Espanya    | 576 pag. / ISBN 84-08-04126-6     |
| 2002 | Los colores de la guerra                | Juan Carlos Arce          | Espanya    | 272 pag. / ISBN 84-08-04557-1     |
| 2003 | Lobas de mar                            | Zoé Valdés                | Cuba       | 248 pag. / ISBN 84-08-04795-7     |
| 2004 | El último laberinto                     | Mercedes Salisachs        | Espanya    | 344 pag. / ISBN 84-08-05393-0     |
| 2005 | El secreto del rey cautivo              | Antonio Gómez Rufo        | Espanya    | 480 pag. / ISBN 84-08-06054-6     |
| 2006 | Muertes paralelas                       | Fernando Sánchez Dragó    | Espanya    | 672 pag. / ISBN 84-08-06716-8     |
| 2007 | El alma de la ciudad                    | Jesús Sánchez Adalid      | Espanya    | 656 pag. / ISBN 978-84-08-07295-9 |
| 2008 | El judío de Shanghai                    | Emilio Calderón           | Espanya    | 336 pag. / ISBN 978-84-08-08151-7 |
| 2009 | Esperando a Robert Capa                 | Susana Fortes             | Espanya    | 240 pag. / ISBN 978-84-08-08725-0 |
| 2010 | Barrio cero                             | Javier Reverte            | Espanya    | 269 pag. / ISBN 978-84-08-08942-1 |
| 2011 | Contigo aprendí                         | Silvia Grijalba           | Espanya    | 304 pag. / ISBN 978-84-08-10290-8 |
| 2012 | La berlina de Prim                      | Ian Gibson                | Espanya    | 376 pag. / ISBN 978-84-08-00766-1 |
| 2013 | Luisa y los espejos                     | Marta Robles              | Espanya    | 464 pag. / ISBN 978-84-08-11435-2 |
| 2014 | Canta solo para mí                      | Nativel Preciado          | Espanya    | 288 pag. / ISBN 978-84-08-12884-7 |
| 2015 | El último paraíso                       | Antonio Garrido           | Espanya    | 504 pag. / ISBN 978-84-08-14293-5 |
| 2016 | Mi recuerdo es más fuerte que tu olvido | Paloma Sánchez-Garnica    | Espanya    | 480 pag. / ISBN 978-84-08-15867-7 |
| 2017 | Después del amor todo son palabras      | Sonsoles Ónega            | Espanya    |                                   |